# زوج

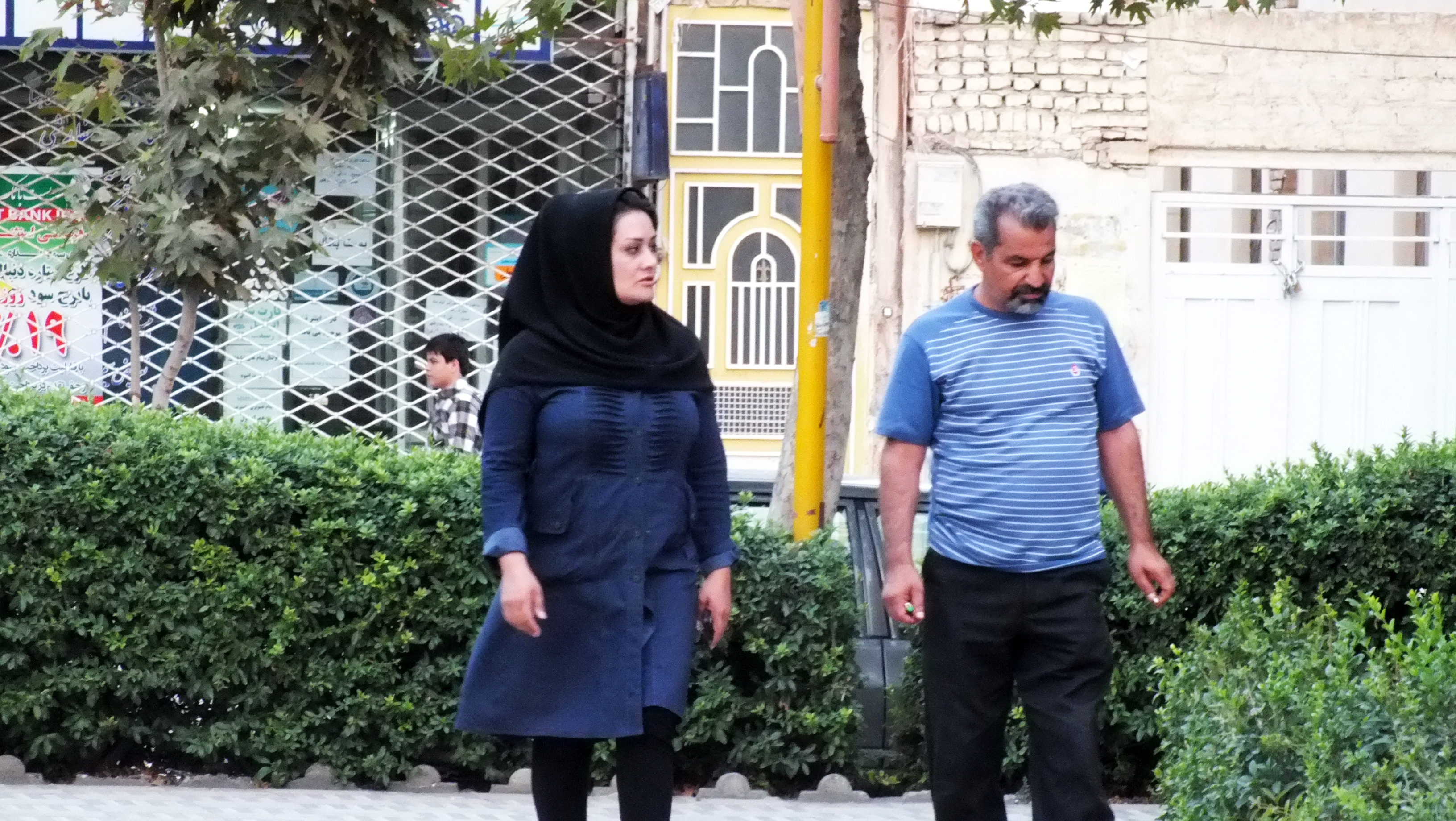
زوجان يمشيان في الحديقة بمدينة نيسابور الإيرانية

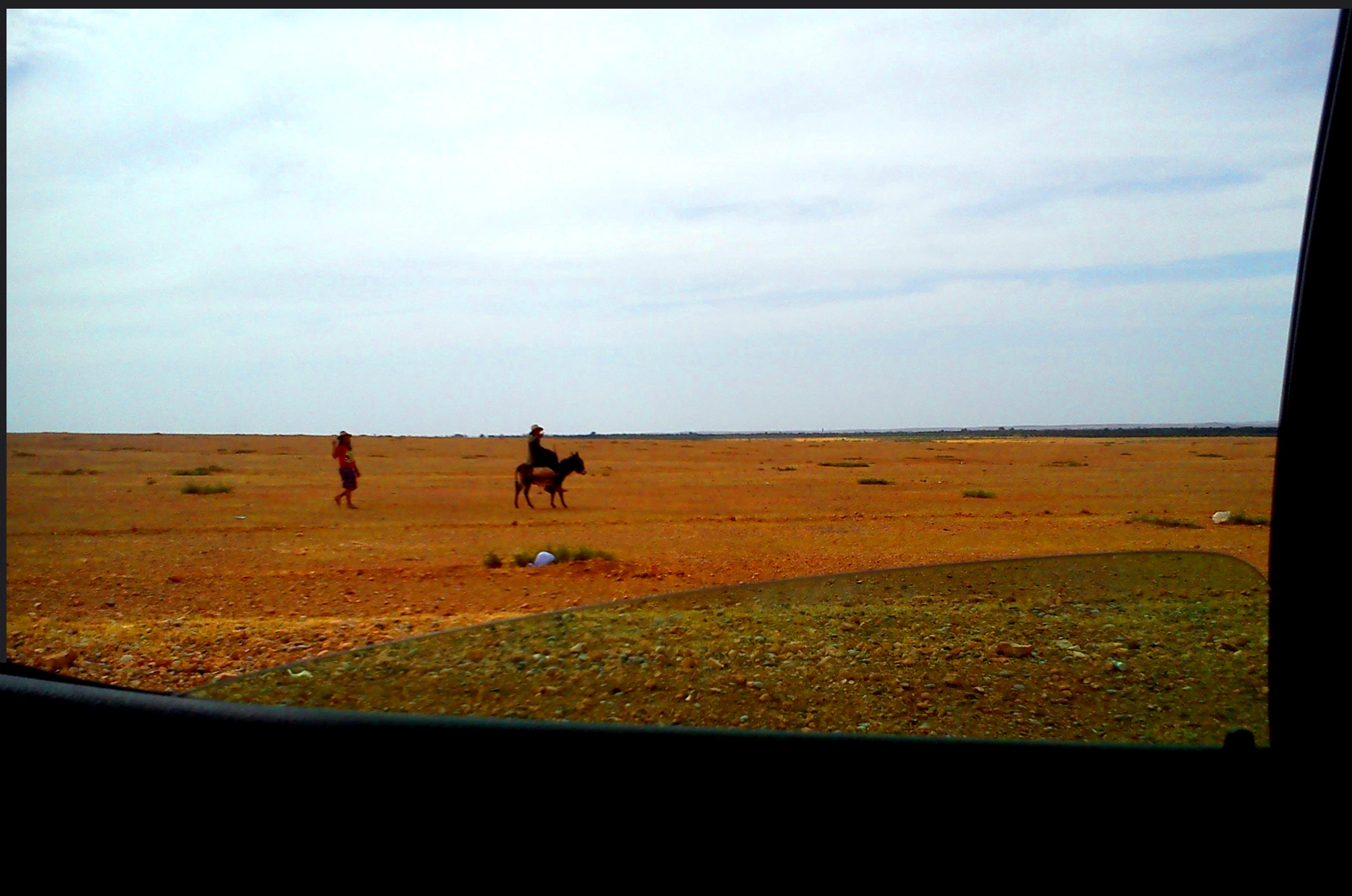
زوجان فلاحان في منطقة قروية حيث تبدو عناية الزوج بزوجته من خلال هذا التصرف الفطري والسليم رغم الانعزالية عن المناطق الحضرية.

الزوج هو النصف الآخر لبناء الأسرة، وهو الذكر الذي هيئ للإخصاب، وهو شريك حياة الزوجة، وقانونيا لا يسمى الرجل زوجا لفلانة وفلانة زوجة لفلان إلا إذا تم عقد زواج رسمي بينهما في الأطر القانونية المعترف بها في بلد الزواج، وعادة يشهد شاهد أو أكثر على عقد الزواج هذا سواء كان زواجا مدنيا أو دينيا حسب معتقد الزوجين، وهذا العقد يحمل كلا الطرفين واجبات ومسؤوليات مادية ومعنوية كل تجاه الآخر، وفك الارتباط لهذا العقد يسمى طلاقا لا يتم في القانون إلا حسب إجراءات قانونية تعتمد أيضا على طبيعة عقد الزواج الأصلي، ويسمى طرفي العقد زوجان، وتعرف العلاقة بينهما بالزواج.

## المعنى اللغوي
قال في لسان العرب : الأَصل فِي الزَّوْجِ الصِّنْفُ والنَّوْعُ مِنْ كُلِّ شَيْءٍ. وَكُلُّ شَيْئَيْنِ مُقْتَرِنَيْنِ، شَكْلَيْنِ كَانَا أَو نَقِيضَيْنِ، فَهُمَا زَوْجَانِ؛ وكلُّ وَاحِدٍ مِنْهُمَا زَوْجٌ. وَزَوْجُ المرأَة: بَعْلُهَا. وَزَوْجُ الرَّجُلِ: امرأَته؛ ابْنُ سِيدَهْ: وَالرَّجُلُ زَوْجُ المرأَة، وَهِيَ زَوْجُهُ وَزَوْجَتُهُ، وفي الْقُرْآنَ جَاءَ بِالتَّذْكِيرِ: اسْكُنْ أَنْتَ وَزَوْجُكَ الْجَنَّةَ، قَالَ بَعْضُ النَّحْوِيِّينَ: أَما الزَّوْجُ فأَهل الْحِجَازِ يَضَعُونَهُ لِلْمُذَكَّرِ والمؤَنث وَضْعًا وَاحِدًا، تَقُولُ المرأَة: هَذَا زَوْجِي، وَيَقُولُ الرَّجُلُ: هَذِهِ زَوْجِي. قَالَ اللَّهُ عَزَّ وَجَلَّ: (اسْكُنْ أَنْتَ وَزَوْجُكَ الْجَنَّةَ) (وأَمْسِكْ عَلَيْكَ زَوْجَكَ) ، وَقَالَ: (وَإِنْ أَرَدْتُمُ اسْتِبْدالَ زَوْجٍ مَكانَ زَوْجٍ)،؛ أَي امرأَة مَكَانَ امرأَة. وَيُقَالُ أَيضاً: هِيَ زَوْجَتُهُ.

## مصطلحات ذات صلة
- الخاطب : يطلق على الرجل الذي خطب امرأة ليتزوجها. وجَمعُ الْخَاطِبِ: خُطَّاب.قال ابن منظور :والخِطْبُ: المرأَةُ المخطوبة، واختطب القومُ فُلاناً إِذَا دَعَوْه إِلَى تَزْويجِ صاحبَتهِم. قَالَ أَبو زَيْدٍ: إِذَا دَعا أَهلُ المرأَة الرجلَ إِلَيْهَا ليَخْطُبَها، فَقَدِ اخْتَطَبوا اخْتِطَابًا.[2]
- عريس : ويطلق على الزوج والزوجة في بداية زواجهم وعند حفل الزواج (العرس) ،جاء في التاج:[3] العروس: نعت يستوي فيه الرجل والمرأة .. مادامَا في إعراسهما، وفي الحديث «فأصبح عروسًا»، وفي المثل «كاد العروس يكون أميرًا»، ولكن الوسيط أجاز استعمال «العريس» بمعنى: الزوج مادام في إعراسه، ونَصّ على أنها محدثة.[4]
- عَرُوس : يقصد به الأنثى ليلة عرسها فقط.[5]

## شَبْكة العروس
من عادات بعض البلاد أن يشتري الزوج شبكة لعروسه، وأصل الشَّبْك في اللغة: الخلط والتداخل، ومن هذا المعنى استعمل المحدثون في مصر شبكة العروس، وهي وثيقة الصلة بأصل المعنى، لأنها تربط بين العروسين؛ ولذا فقد أجاز مجمع اللغة المصري استعمال هذا التعبير بمعنى هدية الخاطب لعروسه توسُّعًا في دلالة كلمة «شَبْكة»، وقد أوردها الوسيط، والمنجد، والأساسي، ونصَّ الوسيط على أنها محدثة. وتقديم الزوج لزوجته خاتم الزواج يمثل جزءاً من مراسيم الزواج في بعض الديانات كاليهودية.[بحاجة لمصدر]